# Список умерших в 1280 году

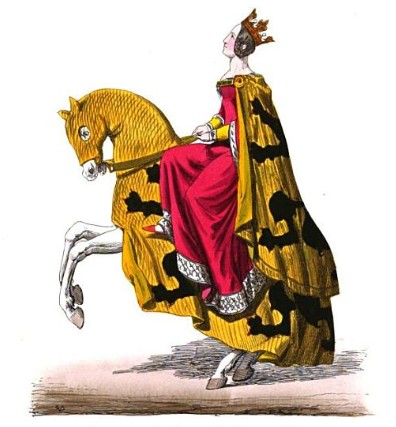
Маргарита II Фландрская

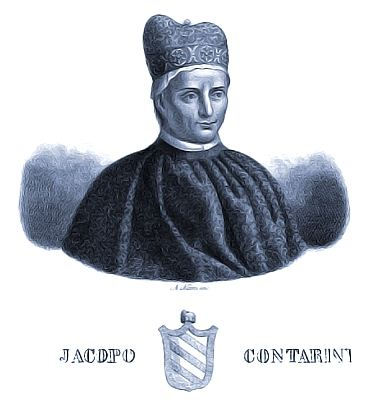
Джакопо Контарини

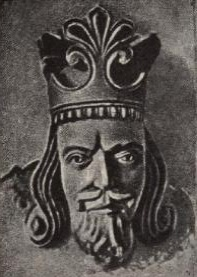
Магнус VI Лагабете

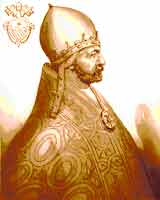
Николай III

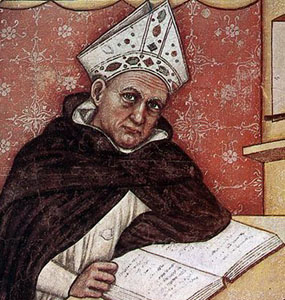
Альберт Великий

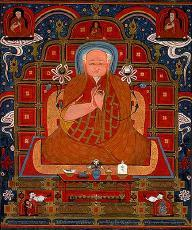
Пагба-лама

В этой статье представлен список известных людей, умерших в 1280 году.
См. также: Категория:Умершие в 1280 году

## Февраль
- 7 февраля — Джон Чишулл[англ.] — лорд-казначей Англии (1263, 1270—1271), лорд-канцлер Англии (1263—1264, 1268—1269), епископ Лондона (1274—1280).
- 10 февраля — Маргарита II Фландрская (77) — графиня Фландрии (1244—1278), графиня Эно (1244—1280).
- 12 февраля — Николас Илийский[англ.] — лорд-канцлер Англии (1260—1261, 1263), лорд-казначей (1263), епископ Вустера (1266—1268), епископ Уинчестера (1268—1280).
- Петрус фон Пассау[нем.] — епископ Пассау (1265—1280).

## Март
- 1 марта — Вальтер фон Клинген, швейцарский поэт периода позднего миннезанга.
- 14 марта — Ас-Саид Насир ад-Дин Барака-хан — мамлюкский султан Египта (1277—1279).

## Апрель
- 6 апреля — Якопо Контарини — венецианский дож (1275—1280), умер после отставки.
- 29 апреля — Исаак из Корбейля — французский раввин и писатель.

## Май
- 4 мая — Паолино Бигаззини[итал.] — итальянский святой римско-католической церкви.
- 9 мая — Магнус VI Лагабете (42) — король Норвегии (1263—1280)

## Июнь
- 2 июня — Иоланда Бургундская (32), графиня Невера (1262—1280).
- 9 июня — Хереборд фон Бисмарк[нем.] — первый достоверно известный представитель рода Бисмарк.

## Июль
- 22 июля — Уолтер Бранскомбе[англ.] — епископ Эксетера (1258—1280).

## Август
- 22 августа — Николай III — папа римский (1277—1280).

## Октябрь
- 4 октября — Хартман фон Грюниген[нем.] — первый граф Грюнинген.

## Ноябрь
- 9 ноября — Михаил Мишинич — новгородский посадник (1272? 1273—1280).
- 15 ноября — Альберт Великий — средневековый немецкий философ, теолог, учёный. Видный представитель средневековой схоластики, доминиканец, признан Католической Церковью Учителем Церкви, наставник Фомы Аквинского.
- 18 ноября — Эмон II — граф Женевы (1265—1280).

## Декабрь
- 6 декабря — Кирилл II, митрополит Киевский и всея Руси (1242—1280).
- 7 декабря — Гуго I фон Верденберг-Хайлигенберг, немецкий граф.
- 24 декабря — Бернар Эзи IV д’Альбре, сеньор Альбре (с 1273/1274).
- 30 декабря — Маргарита Колонна[итал.] — основательница монастыря клариссок в городке Палестрина (к востоку от Рима), святая римско-католической церкви[1].

## Дата неизвестна или требует уточнения
- Аед Муимнех Конхобайр[англ.] — король Коннахта (1274—1280).
- Беатриса Кастильская, супруга маркграфа Монферратского Вильгельма VII из дома Алерамичи.
- Бенедикт Поляк, польский францисканец, путешественник и исследователь.
- Гебхард фон Хирцберг — вице-ландмейстер Тевтонского Ордена в Пруссии (1257—1259), ландмейстер Тевтонского ордена в Германии (1273—1277).
- Ги де Сюлли[фр.] — архиепископ Буржа (1276—1280).
- Гильом XI — граф Оверни и граф Булони (1277—1280).
- Гонсало Руис Гирон[англ.] — великий магистр Ордена Сантьяго (1275—1277), умер от ран, полученных в битве под Моклином.
- Гуань Ханьцин — китайский драматург XIII века. Признанный классик пьес в жанре цзацзюй (юаньской драмы), возможно, один из создателей жанра.
- Давыд Константинович — князь Галицкий (Галич-Мерьское княжество) (1255—1280).
- Жан I де ла Рош — герцог Афинский (1253—1280).
- Ивайло — руководитель народного восстания против монголов, царь Болгарии (1277—1279), казнён монголами.
- Исаак ибн Латиф — еврейский философ.
- Коун Эдзё[англ.] — патриарх Сото-сю (1253—1280), составитель «Записи услышанного о „Сокровищнице ока истинной Дхармы“».
- Кункыран хан, монгольский военачальник и государственный деятель.
- Майтхам Бахрани[англ.] — арабский теолог и философ.
- Мейнер фон Неунбург[нем.] — епископ Наумбурга (1272—1280).
- Новеллоне — святой римско-католической церкви[2].
- Пагба-лама — пятый глава тибетской буддийской школы Сакья — первый теократический монарх Тибета, государственный наставник (го-ши) империи Юань.
- Раймунд III Рокозелс[фр.] — епископ Лодева (1263—1280).
- Роджер де Ситон[англ.] — главный судья Court of Common Pleas (1274—1278).
- Феодора Петралифа, деспотина Эпира как супруга Михаила II Комнина Дуки и христианская святая.
- Чжан Хунфань[англ.] — монгольский генерал китайского происхождения, окончательно разгромивший войска империи Южная Сун в битве при Ямынь (1279).
- Эмма ле Скруп из Конистона, английская дворянка, владелица Конистона в Холдернессе (Восточный райдинг Йоркшира).
- Энни Бэнъэн — буддийский мастер в Японии в период Камакура. Классик литературы годзан бунгаку.
- Яхья II аль-Ватик — халиф Ифрикии (1277—1279).